# 3763 Qianxuesen
A 3763 Qianxuesen (ideiglenes jelöléssel 1980 TA6) a Naprendszer kisbolygóövében található aszteroida. A Bíbor-hegyi Obszervatórium fedezte fel 1980. október 14-én.